# Melbourne City Football Club (féminines)
Maillots
Le Melbourne City Women Football Club est la section féminine du Melbourne City FC, basé à Melbourne en Australie. Il évolue en A-League, la première division australienne.

## Histoire
Après le rachat du Melbourne Heart par le City Football Group, propriétaire de Manchester City, en 2015, le club australien cherche à créer une section féminine pour participer à la W-League. Melbourne City fait ses débuts dans la compétition lors de la saison 2015-2016. Après un recrutement ambitieux puisant dans les joueuses de la sélection australienne (Lisa De Vanna et Steph Catley notamment), le club finit la saison régulière invaincu et remporte les play-offs.
Lors des deux saisons suivantes, le club finit 4e de la saison régulière mais remporte les play-offs, établissant un record de trois titres consécutifs en W-League. En 2018-2019, Melbourne City échoue à la 5e place, manquant la qualification pour les play-offs et laissant le rival Melbourne Victory représenter l'Australie à la première édition du Championnat des clubs de l'AFC.
La saison 2019-2020 voit le club rééditer sa performance de 2015-2016 en finissant invaincu et en gagnant un quatrième titre record, malgré une saison tronquée et une finale à huis clos à cause de la pandémie de Covid-19.
En 2021, le club déménage progressivement de Casey (au nord de Melbourne) à Mont Dandenong (au sud-ouest), pour trouver un nouveau public et s'éloigner géographiquement du Melbourne Victory.
L'appartenance du club au City Football Group facilite les prêts de joueuses et l'organisation de matches amicaux entre Melbourne City et Manchester City,.

## Palmarès
A-League women :
- Premiership (saison régulière) : 2015-2016, 2019-2020, 2023-2024, 2024-2025
- Championship (play-offs) : 2015-2016, 2016-2017, 2017-2018, 2019-2020

Ligue des champions féminine de l'AFC
- Finaliste : 2024-2025

## Anciennes personnalités notables

### Joueuses
Angleterre
- Jodie Taylor

 Australie
- Teigen Allen
- Laura Alleway
- Hannah Brewer
- Ellie Carpenter
- Steph Catley
- Larissa Crummer
- Brianna Davey
- Lisa De Vanna
- Elise Kellond-Knight
- Alanna Kennedy

 Écosse
- Jennifer Beattie
- Claire Emslie
- Kim Little

 États-Unis
- Ashley Hatch
- Erika Tymrak

 Mexique
- Anisa Guajardo

 Nouvelle-Zélande
- Rebekah Stott

 Pays de Galles
- Jessica Fishlock

### Entraîneurs
- Joe Montemurro

## Rivalités
À l'instar des hommes, le derby face au Melbourne Victory est capital, tant pour les joueuses que pour les supporters.